# جويل موراي
جويل موراي (بالإنجليزية: Joel Murray)‏ (و. 1963 – م) هو ممثل، وممثل تلفزيوني من الولايات المتحدة الأمريكية . ولد في ويلميت .

## روابط خارجية
- جويل موراي على موقع IMDb (الإنجليزية)
- جويل موراي على موقع قاعدة بيانات الأفلام العربية
- جويل موراي على موقع ألو سيني (الفرنسية)
- جويل موراي على موقع أول موفي (الإنجليزية)
- جويل موراي على موقع قاعدة بيانات الأفلام السويدية (السويدية)
- جويل موراي على موقع إن إن دي بي (الإنجليزية)
- جويل موراي على موقع ديسكوغز (الإنجليزية)
- جويل موراي على موقع قاعدة بيانات الفيلم (الإنجليزية)
- جويل موراي على موقع كينوبويسك (الروسية)